# Машезеро (Беломорский район)
Ма́шезеро — деревня в составе Сосновецкого сельского поселения Беломорского района Республики Карелия.

## География

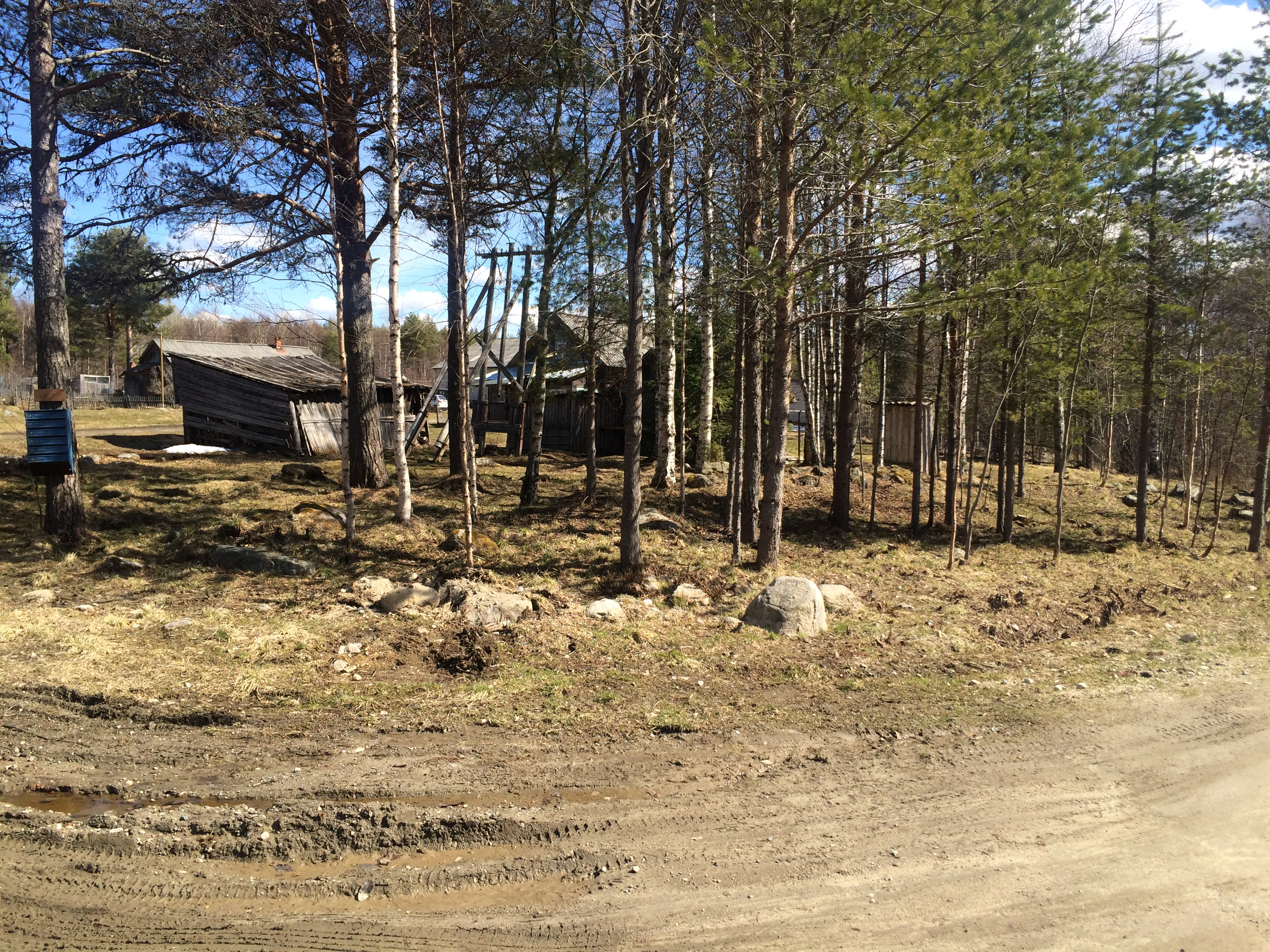
Западная часть деревни

Расположена в северо-восточной части Карелии, на юго-восточном берегу Машозера в лесной местности (основные породы: сосна и ель).

### Климат
Зима длится до двухсот дней, лето не более шестидесяти дней. Средняя температура февраля −11.2 °C, июля +15.9 °C.

## История
Здесь проходили боевые столкновения финнов и большевиков.

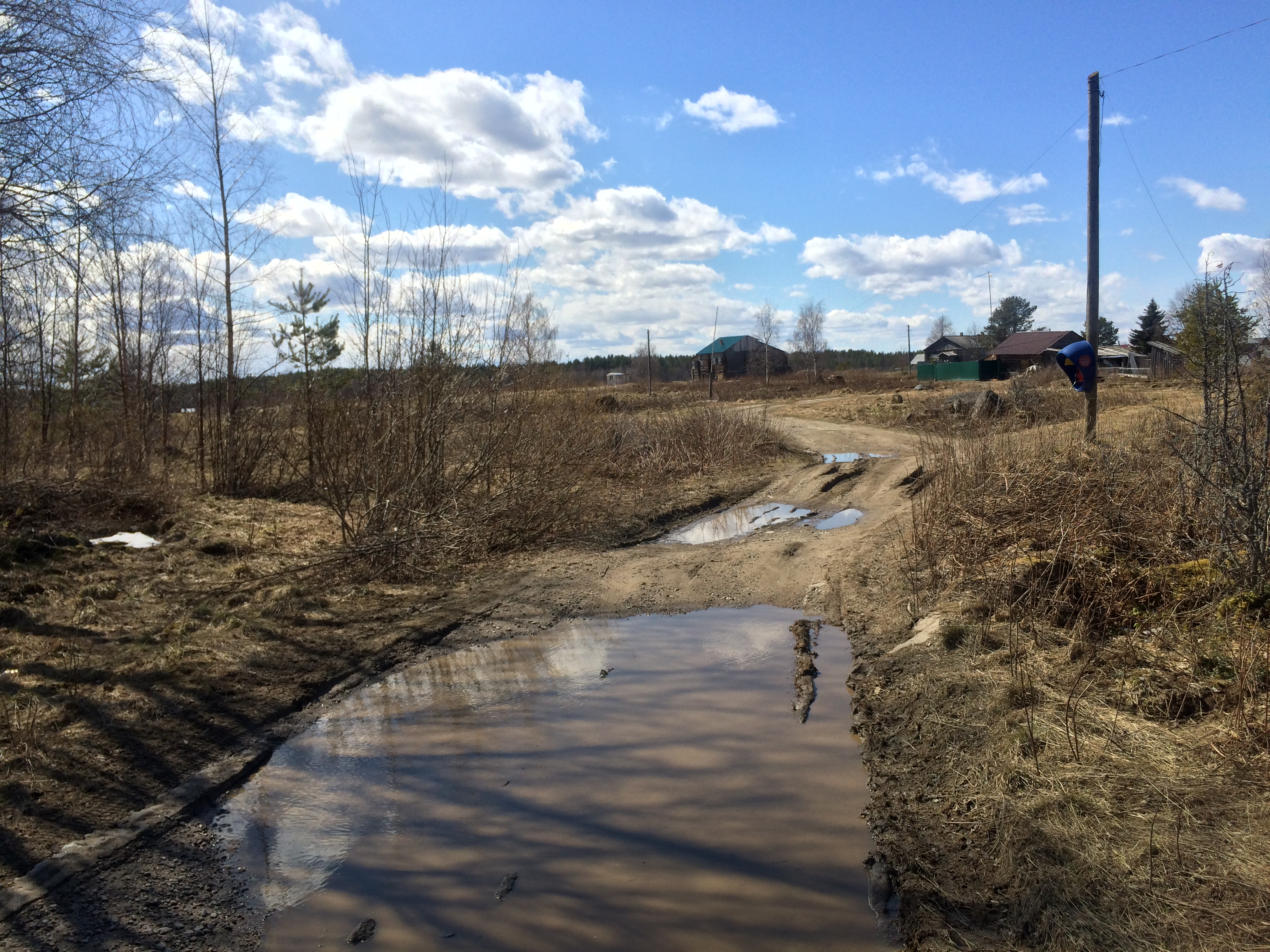
Центральная часть деревни

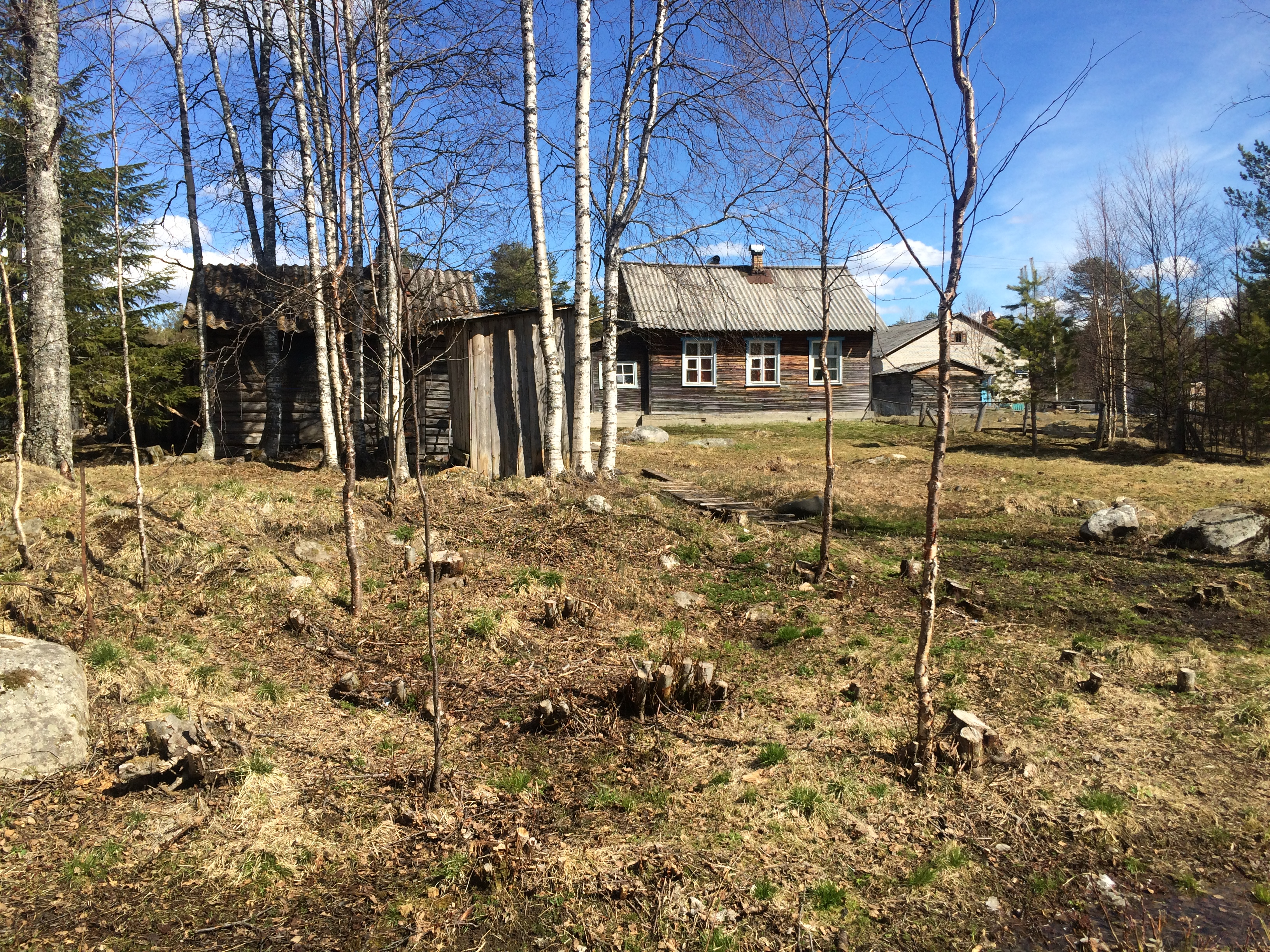
Западная часть деревни

.
.

## Население
| 2002 | 2009 | 2010 | 2013 |
| ---- | ---- | ---- | ---- |
| 10   | ↘4   | →4   | ↗5   |

## Инфраструктура
Личное подсобное хозяйство.
В деревне сохраняется памятник истории — братская могила большевиков, расстрелянных в 1921—1922 годах белофинскими интервентами

## Транспорт
Проходит автодорога регионального значения «Пушной — Новое Машезеро» (идентификационный номер 86 ОП РЗ 86К-31)